# Stephen Dunwell
Stephen W. Dunwell (* 3. April 1913 in Kalamazoo; † 21. März 1994 in Poughkeepsie) war ein amerikanischer Computeringenieur.

## Anfang bei IBM
Dunwell war ab 1934 fest bei IBM angestellt in deren Forschungslabor in Poughkeepsie. Damals und bis Anfang der 1950er Jahre lag der Schwerpunkt bei Lochkartenmaschinen. Da Dunwell Funkamateur war und ein Interesse für Elektronik hatte, versuchte er dafür auch bei IBM Anwendungen zu finden, was sich aber als schwierig herausstellte und auch kaum unterstützt wurde. 1938 wechselte er zu IBM in New York und war mit Anwendungen von Lochkartenmaschinen für Kunden befasst.

## Kryptographie-Hardware im Zweiten Weltkrieg und deren Einfluss auf IBM
Dunwell war ab 1942 beim Signal Corps und befasste sich zunächst mit der Anpassung der von IBM entwickelten Schriftübertragung über Radio für militärische Zwecke im Pazifikraum, wo mehrere Radio-Zwischenstationen erforderlich waren für die Kommunikation mit den USA.
Wie 1992 bekannt wurde, war er im Zweiten Weltkrieg beim US Signal Corps wesentlich an der Entwicklung von speziell weiterentwickelten Lochkartenmaschinen (mit zusätzlicher Relais-Hardware) beteiligt, die zur Kryptoanalyse von Funksprüchen der Achsenmächte benutzt wurden. Dunwell arbeitete dafür an einem geheimen Labor im Bereich Washington D. C. und war von IBM auf Anfrage von William Friedman bei Thomas J. Watson dafür abgestellt worden. Lochkartenmaschinen hatten gegenüber elektronischen Maschinen damals den Vorteil, bewährte, zuverlässige Technologie zu verwenden, und waren für kryptographische Arbeit sehr gut geeignet. Sie konnten aus Lochkartenmaschinen bei einer damals üblichen Lesegeschwindigkeit von 150 Lochkarten in der Minute mit Spezial-Hardware auf Relais-Basis das Äquivalent von bis zu rund 1 Million Einzelvergleiche in der Sekunde anstellen. Die Existenz eines entsprechenden elektronischen Spezialcomputers (Colossus) bei den Briten war schon länger bekannt (und auch Dunwell war damals mit der Maschine vertraut). Dunwell arbeitete allerdings nicht an der Entzifferung von Enigma Funksprüchen, da dafür die Navy zuständig war. Beispielsweise erfuhren sie von den Meldungen deutscher Spione in ausländischen Häfen über auslaufende Schiffe und von japanischen Plänen eines Sonderfriedens mit der Sowjetunion oder mit gefälschten Funkmeldungen eine Landung der Amerikaner auf den schon von den Japanern verlassenen Aleuten zu provozieren.  Die dabei gewonnenen technologischen Erkenntnisse flossen nach dem Krieg 1946 in die Entwicklung der IBM 603 ein, des ersten elektronischen Computers von IBM, und dessen Nachfolger IBM 604, dessen Systementwurf von Dunwell stammt. An der Entwicklung der 604 war er allerdings nicht direkt beteiligt, da er wieder im Hauptquartier in New York in der Kundenbetreuung war.
Für seine Arbeit im Krieg erhielt er die Legion of Merit.

## Stretch Project und danach
Dunwell war ab 1954 am IBM Labor in Poughkeepsie. An der Entwicklung der IBM 701 zuvor war er nicht direkt beteiligt, aber er war in der zweiten Hälfte der 1950er Jahre der technische Leiter des Stretch Projekts eines Supercomputers, der in sechs Exemplaren gebaut und zuerst 1962 an das Lawrence Livermore National Laboratory ausgeliefert wurde. Entstanden war die Idee 1955 aus Gesprächen zwischen Dunwell, Werner Buchholz, Gene Amdahl und dem Leiter der Ingenieursabteilung Ralph Palmer. Ziel war die Entwicklung eines modernen Computers, der Transistoren und Ferritkern-Speicher verwendete und sowohl in Geschäftsanwendungen als auch für wissenschaftliche Zwecke einsetzbar war (für beides bestanden damals bei IBM getrennte Computerlinien). IBM erhielt die Unterstützung der Atomic Energy Commission (zuständig war damals noch John von Neumann, der bald darauf starb), nachdem sie das Projekt bei Edward Teller in Los Alamos und bei der National Security Agency vorgestellt hatten. Der Stretch setzte damals Maßstäbe nicht nur in der Leistung, sondern auch in der Erprobung und Entwicklung neuer Technologien. 
Nach seiner Zeit bei IBM gründete er in den 1980er Jahren Data Center Computer Services in Poughkeepsie, die sich zum Ziel machten, eine universelle systemübergreifende Computersprache zu entwickeln und dabei auch mit führenden sowjetischen Informatikern zusammenarbeitete.
1992 erhielt er den Computer Pioneer Award. Er war seit 1966 IBM Fellow.